# The Product G&B
The Product G&B é um duo de R&B composto por Sincere (David McRae) e Money Harm (Marvin Moore-Hough).